# یواس‌اس مگرز (ای‌کی-۱۲۶)
یواس‌اس مگرز (ای‌کی-۱۲۶) (به انگلیسی: USS Megrez (AK-126)) یک کشتی بود که طول آن ۴۴۱ فوت ۶ اینچ (۱۳۴٫۵۷ متر) بود. این کشتی در سال ۱۹۴۳ ساخته شد.